# SH2B2

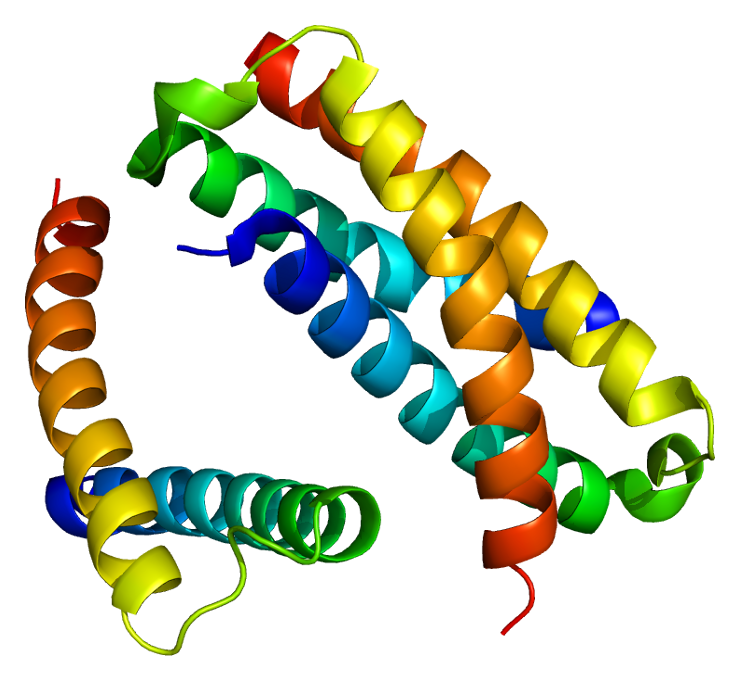
SH2B2 구조

SH2B 어댑터 단백질 2(SH2B Adapter Protein) 또는 SH2B2는 인간에서 유전자에 의해 암호화되는 단백질이다.

## 기능
이 유전자에 의해 암호화된 단백질은 B 림프구로 발현되고 플렉스트린 상동성(Pleckstrin Homology) 및 src 상동성 2 도메인(SH2 Domain)을 포함한다. 버킷 림프종 세포주에서, 그것은 B 세포 수용체 자극에 반응하여 인산화 된 티로신이다. 자극 후 자극 및 Grb2와 독립적으로 Shc에 결합하기 때문에, 수용체로부터 Shc/Grb2로의 신호 전달에 역할을 하는 것으로 보인다.

## 상호 작용
SH2B2는 TrkA  및 Cbl 유전자와 상호 작용 하는 것으로 나타났다.